# Lese (vattendrag)
Lese är en flod i Kongo-Kinshasa, ett biflöde till Itimbiri. Dess övre lopp bildar gräns mellan Tshopo till vänster och Bas-Uele respektive Mongala till höger; därefter rinner den genom Mongala, i den norra delen av landet, 1 100 km nordost om huvudstaden Kinshasa.